# Самарджич, Драган
Самарджич, Драган (р. 14 мая 1963) — черногорский военный деятель, адмирал, начальник Генерального штаба Вооруженных сил Черногории в 2006-2017 годах.
С момента повторного обретения Черногорией независимости в 2006 году её вооружённые силы находятся в процессе реформирования. Драган Самарджич, ставший вторым начальником генерального штаба в истории современных черногорских вооруженных сил, руководил их реформой почти с самого её начала.